# Setifer setosus
O tenreque-ouriço-gigante (Setifer setosus) ou ouriço-de-madagáscar, é uma espécie de mamífero da família Tenrecidae. É a única espécie do gênero Setifer. É encontrada na região do platô central, em Madagascar.